# The Kinks
Pour leur premier album, voir Kinks (album).
The Kinks est un groupe britannique de rock, originaire de Londres, en Angleterre. Il est formé en 1963 par les frères Ray et Dave Davies, et actif jusqu'en 1996. Il est l'un des groupes majeurs de la British Invasion et reste considéré comme l'un des groupes les plus importants et influents des années 1960.
Au cours de leurs trois décennies d'existence, les Kinks puisent leurs influences dans une grande variété de genres, du rhythm and blues américain au music-hall britannique en passant par la folk ou la country. Ils connaissent leur premier grand succès en 1964 avec le single You Really Got Me, chanson au son de guitare distordu qui devient un tube international. Leur musique devient plus contemplative au fil des années 1960 avec le développement du style d'écriture de Ray Davies, dont les chansons reflètent la culture et le style de vie anglais sur une tonalité nostalgique et ironique. L'album The Kinks Are the Village Green Preservation Society, sorti en 1968, marque l'apogée de cette tendance pastorale, à contre-courant du psychédélisme à la mode.
Durant la première moitié des années 1970, la musique des Kinks prend un aspect plus théâtral avec une série d'opéras rock qui séduisent moins le public et la critique. Le groupe connaît un second souffle avec l'arrivée de la new wave, lorsque des artistes comme The Jam, The Knack et The Pretenders reprennent ses chansons. Sa musique se teinte alors d'accents arena rock, voire heavy metal. Les Kinks sont à nouveau présentés comme une influence majeure du courant Britpop des années 1990 par des groupes comme Blur et Oasis, mais leurs perspectives commerciales sont alors si médiocres qu'ils se séparent en 1996.

## Histoire

### Formation (1962–1963)

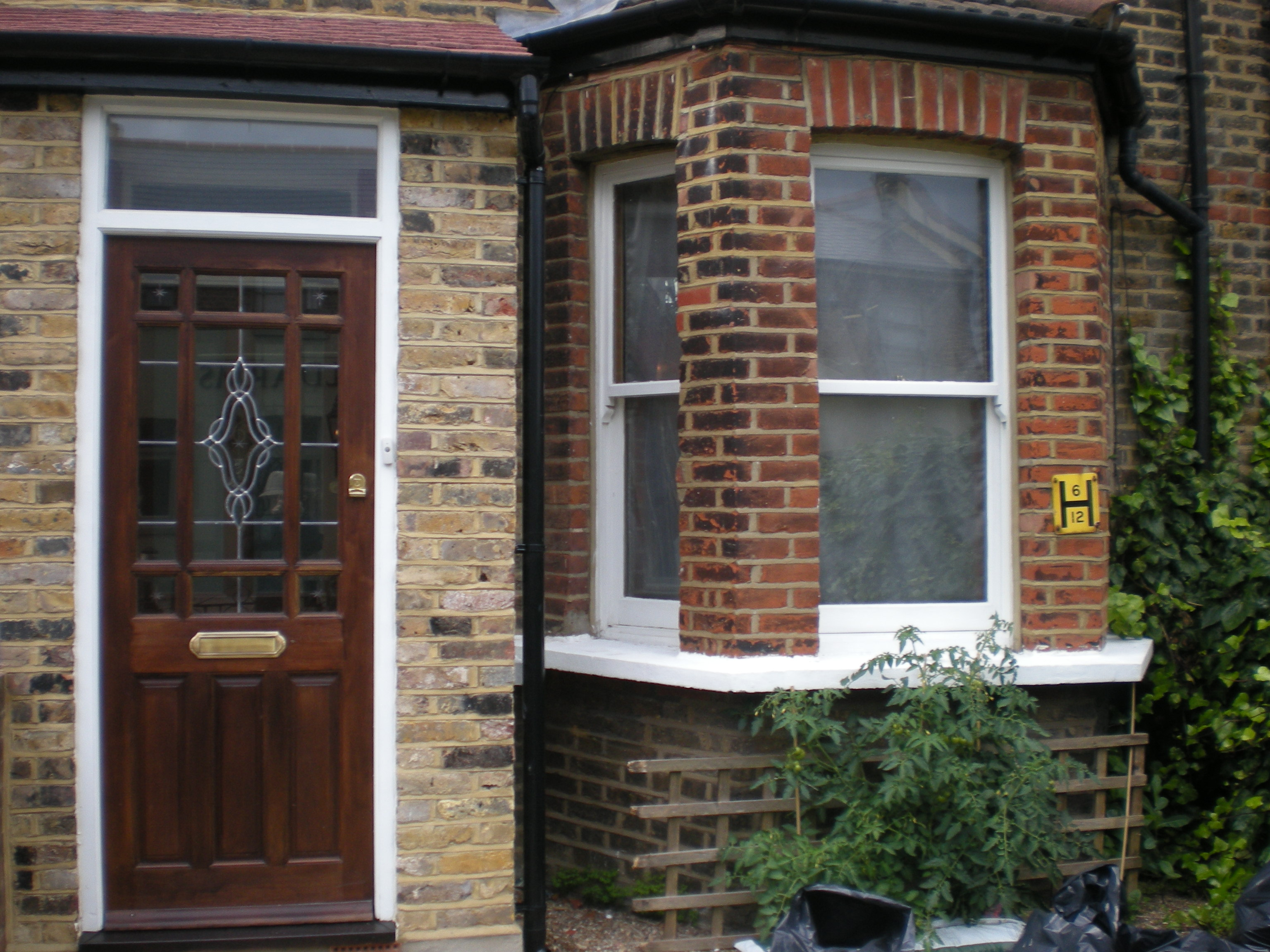
Le 6 Denmark Terrace, maison d'enfance des frères Davies.

Les frères Raymond Douglas Davies (né le 21 juin 1944) et David Russell Gordon Davies (né le 3 février 1947) sont natifs d'East Finchley, banlieue du nord de Londres. Ils sont demi-frères, derniers des huit enfants élevés par Frederick et Annie Davies, et les seuls garçons. La famille Davies déménage au 6 Denmark Terrace, sur Fortis Green, dans la banlieue voisine de Muswell Hill. Ray et Dave découvrent la musique à travers le music-hall de la génération de leurs parents, mais aussi le jazz et le rock 'n' roll qu'écoutent leurs sœurs aînées. Les fêtes qui se déroulent dans la maison des Davies le samedi soir exercent une forte influence sur leur développement musical. Les deux frères apprennent la guitare pour jouer du skiffle et du rock 'n' roll ensemble.
Au collège, les frères Davies forment un groupe nommé The Ray Davies Quartet avec un camarade de classe de Ray, Pete Quaife, et un ami de ce dernier, John Start. Leur première représentation, lors d'un bal de l'école, est bien accueillie, ce qui les encourage à se produire dans les bars et les pubs du quartier. Plusieurs chanteurs se succèdent dans les rangs du Ray Davies Quartet, parmi lesquels Rod Stewart, élève dans la même école, qui se produit avec eux au moins à une reprise au début de 1962. Il ne tarde pas à former son propre groupe, Rod Stewart and the Moonrakers, qui devient le principal rival du Ray Davies Quartet. À la fin de l'année, Ray Davies quitte la maison familiale pour étudier au Hornsey College of Art (en). Il s'intéresse au cinéma, au dessin, au théâtre et à la musique, en particulier le jazz et le blues. Il parfait son éducation de guitariste au sein du Dave Hunt Band, groupe professionnel de Soho qui joue du jazz et du rhythm and blues,. Il quitte vite l'école pour revenir à Muswell Hill, où il reconstitue son ancien groupe avec son frère Dave et Pete Quaife. Ils jouent sous divers noms, parmi lesquels The Pete Quaife Band, The Bo-Weevils et The Ramrods, avant d'opter pour The Ravens, « les Corbeaux ».
Deux imprésarios, Grenville Collins et Robert Wace, sont engagés pour s'occuper des affaires des Ravens. L'ancien chanteur pop Larry Page vient renforcer ce tandem à la fin de 1963. Le producteur américain Shel Talmy commence à travailler avec les musiciens, tandis qu'Arthur Howes, le promoteur des Beatles, est embauché pour organiser les concerts des Ravens. Le groupe passe plusieurs auditions infructueuses jusqu'à ce que Talmy obtienne un contrat avec Pye Records au début de 1964. Ils ont entre-temps trouvé un nouveau batteur, Mickey Willet, qui les quitte peu avant qu'ils signent chez Pye. Pour le remplacer, les Ravens engagent Mick Avory après avoir lu une annonce passée par ce dernier dans Melody Maker. Avory a une expérience de batteur de jazz, mais il a également joué une fois avec les futurs Rolling Stones.
C'est vers cette période que les Ravens adoptent leur nom définitif de Kinks. Plusieurs versions de l'origine de ce nom existent. Selon Jon Savage, « il leur fallait un truc, un moyen d'attirer l'attention. Et c'était ça, la Kinkiness [« kinkicité »], quelque chose de neuf, polisson mais à la limite de l'acceptable. En adoptant ce nom à ce moment-là, ils suivaient un rituel pop éprouvé par le temps : la célébrité par l'outrage ». Le manager Robert Wace rapporte sa version des faits : « J'avais un ami […] qui trouvait le groupe assez drôle. Si je me souviens bien, il a suggéré ce nom comme ça, comme un bon moyen de se faire de la publicité. […] Quand nous avons proposé ce nom [aux membres du groupe], ils ont été […] absolument horrifiés. Ils s'écriaient : "On ne va pas se faire appeler les pervers !" ». Selon Ray Davies, le nom est en réalité une idée de Larry Page, en référence à leur habillement « farfelu ». Il affirme ne jamais avoir vraiment apprécié ce nom.

### Premiers succès (1964–1966)
Le premier 45 tours des Kinks, une reprise de la chanson de Little Richard Long Tall Sally, sort en février 1964. Malgré les efforts de leurs managers, il passe totalement inaperçu, de même que le suivant, You Still Want Me, qui sort au mois d'avril et propose une chanson écrite par Ray Davies en face A. Après ces deux échecs, Pye Records menace d'annuler le contrat du groupe. Cette mauvaise série est interrompue de manière éclatante au mois d'août avec You Really Got Me. La chanson, également écrite par Ray, se caractérise par un riff de guitare au son incisif, obtenu par Dave Davies en entaillant la membrane du haut-parleur d'un de ses amplificateurs à coups de rasoir. Le passage des Kinks dans l'émission Ready Steady Go! et sa diffusion abondante sur les ondes des radios pirates permettent au single de se classer rapidement en tête des ventes au Royaume-Uni. Importé en hâte par le label américain Reprise Records, il entre également dans le Top 10 aux États-Unis. Le groupe devient ainsi l'une des influences majeures de la scène garage américaine contemporaine, et l'un des lointains précurseurs du hard rock et du heavy metal.
Dans la foulée, les Kinks enregistrent leur premier album, simplement intitulé Kinks. Constitué en majeure partie de reprises, il paraît le 2 octobre et se classe 4e au Royaume-Uni. Leur quatrième single, All Day and All of the Night, à nouveau construit sur un riff, sort trois semaines plus tard. C'est encore un succès : no 2 des ventes au Royaume-Uni et no 7 aux États-Unis,. Le même succès attend les 45 tours Set Me Free et Tired of Waiting for You, ce dernier devenant le deuxième no 1 des Kinks dans leur pays d'origine,.

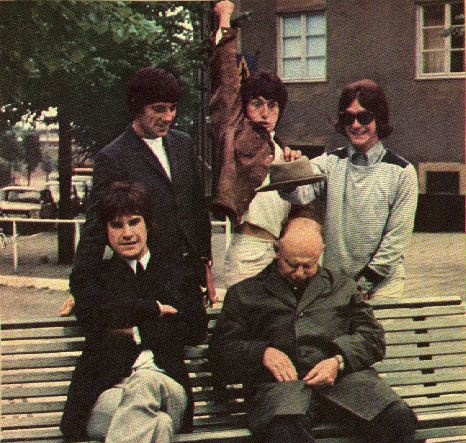
Les Kinks en tournée en Suède en 1965.

En janvier 1965, les Kinks font leur première tournée en Australie et en Nouvelle-Zélande aux côtés de groupes comme Manfred Mann et The Honeycombs. Durant l'année, un programme soutenu les voit jouer les têtes d'affiches sur d'autres tournées avec les Yardbirds ou Mickey Finn. Des tensions naissent au sein du groupe, donnant lieu à des incidents comme celui du concert de Cardiff, le 19 mai, durant lequel Mick Avory passe près de tuer Dave Davies en lui lançant son charleston à la figure,. À la suite d'une tournée aux États-Unis au milieu de l'année, la Fédération américaine des musiciens interdit aux Kinks de se produire sur le sol américain jusqu'à nouvel ordre, ce qui les coupe du principal marché du rock à l'apogée de la British Invasion. Ni les Kinks, ni le syndicat ne donnent d'explication à cette interdiction, vraisemblablement liée au comportement tapageur et conflictuel des membres du groupe sur scène. Ce n'est qu'en 1969 que les Kinks sont autorisés à revenir jouer aux États-Unis,.
Une escale à Bombay durant la tournée australienne et asiatique inspire à Ray Davies la chanson See My Friends, qui sort en 45 tours en juillet 1965. Il s'agit d'un des premiers exemples de crossover, et d'une des premières chansons pop directement influencées par la musique traditionnelle indienne. Dans son autobiographie X-Ray, Davies explique avoir été inspiré par les chansons des pêcheurs locaux au petit jour. Selon l'historien de la musique Jonathan Bellman, cette chanson est à son tour devenue source d'inspiration pour les pairs de Ray Davies, qu'il s'agisse de Pete Townshend, le guitariste des Who,, ou même des Beatles d'après une citation souvent rapportée de Barry Fantoni,. Néanmoins, la manière dont See My Friends rompt avec les conventions de la pop ne suscite pas l'adhésion du public américain, où elle ne dépasse pas la 111e place du hit-parade.
Dès le lendemain de leur retour d'Asie, les Kinks entament l'enregistrement de leur deuxième album, Kinda Kinks. Composé de douze titres, dont dix inédits, il sort moins de deux semaines plus tard,,. Selon Ray Davies, le groupe n'est pas totalement satisfait des prises finales,, mais doit céder à l'insistance de la maison de disques, pressée de voir un nouvel album sur le marché.
Fin 1965, les singles A Well Respected Man et Dedicated Follower of Fashion (en) témoignent d'une évolution stylistique majeure, tout comme l'album The Kink Kontroversy, sur lequel le groupe s'adjoint les services du musicien de session Nicky Hopkins aux claviers. Ces disques témoignent du développement de la plume de Ray Davies, qui abandonne le rock brutal de ses débuts pour des chansons plus subtiles, observations sociologiques ou portraits de personnages baignant dans une atmosphère très anglaise. La satirique Sunny Afternoon est le tube de l'été 1966 au Royaume-Uni, où elle détrône Paperback Writer des Beatles. Avant la parution de l'album, Ray Davies est victime d'une dépression nerveuse, épuisé par les concerts, l'écriture et les procès. Pendant sa convalescence, il écrit plusieurs nouvelles chansons et réfléchit à l'avenir des Kinks. Pete Quaife est quant à lui victime d'un accident de voiture et choisit de faire une pause de quelques mois durant laquelle il est remplacé par John Dalton.
Sunny Afternoon est un galop d'essai pour l'album Face to Face, qui montre la capacité croissante de Ray Davies à produire des vignettes aussi tendres que mordantes sur l'homme de la rue et le train-train de la vie quotidienne. Nicky Hopkins joue à nouveau des claviers sur cet album, notamment du piano et du clavecin. Le single Dead End Street, paru en même temps que Face to Face, entre dans le Top 10 au Royaume-Uni, mais se classe seulement 73e aux États-Unis. L'un des premiers clips du groupe est produit pour cette chanson ; il est tourné dans Little Green Street, une petite allée du XVIIIe siècle dans le nord de Londres.

### Âge d'or (1967–1972)

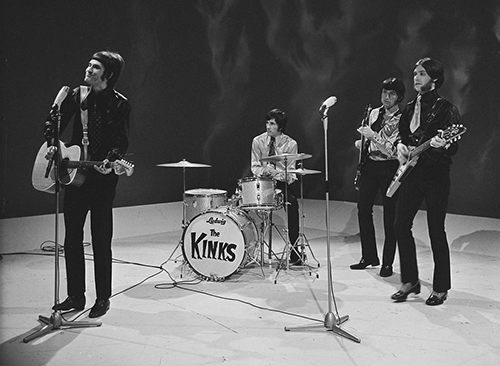
Les Kinks à la télévision néerlandaise en 1967.

Le single suivant des Kinks, Waterloo Sunset, paraît en mai 1967. Les paroles décrivent un couple d'amoureux sur un pont enjambant la Tamise près de la gare de Waterloo, du point de vue d'un narrateur mélancolique. Avec ses arrangements complexes, la chanson nécessite une dizaine d'heures de travail pour être enregistrée. Le groupe utilise notamment une chambre d'écho pour donner une tonalité particulière à la guitare. Waterloo Sunset est l'un des plus gros succès britanniques des Kinks, atteignant la deuxième position du classement de Melody Maker. Le journaliste Robert Christgau voit en elle « la plus belle chanson de la langue anglaise », et le chroniqueur d'AllMusic Stephen Thomas Erlewine la considère comme « peut-être la plus belle chanson de l'ère du rock 'n' roll ».
L'album Something Else by the Kinks (1967) poursuit l'évolution musicale entamée sur Face to Face et marque l'apparition du music-hall anglais parmi les sources d'inspiration de Ray Davies. Son frère Dave rencontre également un grand succès avec sa chanson Death of a Clown, parue sous la forme d'un 45 tours solo bien qu'elle soit coécrite par Ray et enregistrée avec les Kinks,. Cependant, les ventes de l'album sont décevantes, ce qui pousse le groupe à sortir un nouveau single début octobre. Autumn Almanac se classe dans le Top 10 britannique, mais c'est la dernière fois que les Kinks y apparaissent jusqu'en 1970. La critique le juge trop similaire aux précédentes compositions de Ray et commence à se lasser de cette formule.
Au début de 1968, les Kinks décident de délaisser les concerts pour se concentrer sur le travail en studio, ce qui nuit à la promotion de leurs disques. Ainsi, le single Wonderboy, sorti au printemps, stagne à la 36e position et devient le premier 45 tours du groupe à ne pas entrer dans le Top 20 britannique depuis leurs tout débuts. John Lennon l'apprécie beaucoup, mais ce n'est pas le cas de Pete Quaife, qui la déteste. Indifférent au déclin de la popularité des Kinks, Ray Davies refuse de se plier aux demandes pour un nouveau tube et persiste dans la même veine avec le projet Village Green. Les managers des Kinks tentent de raviver la flamme en organisant une tournée dans des cabarets et boîtes de nuit au mois d'avril, avec le groupe de Peter Frampton, The Herd, en première partie. Cette tournée s'avère épuisante et stressante.
Le projet Village Green se concrétise fin 1968 avec la sortie de l'album The Kinks Are the Village Green Preservation Society, recueil de vignettes pastorales écrites et enregistrées au cours des deux années précédentes ayant pour thématique commune l'Angleterre rurale. Il reçoit des critiques presque unanimement positives des deux côtés de l'Atlantique, mais les ventes ne suivent pas : seulement 100 000 exemplaires s'écoulent dans le monde entier. Cet échec commercial peut s'expliquer par la simplicité de l'album, sorti à une époque où l'extravagance est de mode, ainsi que par l'absence d'un single à succès : Starstruck sort aux États-Unis et en Europe continentale, mais ne se classe qu'aux Pays-Bas,. Malgré tout, Village Green est salué par la jeune presse rock underground à sa sortie, notamment aux États-Unis où les Kinks commencent à acquérir une réputation de groupe culte. Au fil du temps, il devient le plus vendu des albums studio des Kinks,.
Pete Quaife annonce son départ des Kinks au début de 1969. Les autres membres du groupe ne le prennent pas au sérieux jusqu'à la lecture d'un article du New Musical Express du 4 avril sur le nouveau groupe de Quaife, Maple Oak, qu'il a formé sans mettre au courant ses anciens camarades. Ray Davies lui demande de rester pour l'enregistrement du prochain album, mais il refuse et les Kinks font alors appel à John Dalton, le remplaçant de Quaife en 1966.
Ray Davies se rend à Los Angeles en avril 1969 pour participer aux négociations avec l'American Federation of Musicians sur la levée de l'interdiction faite au groupe de jouer sur le sol américain. Une fois cet obstacle disparu, les managers préparent rapidement une tournée en Amérique du Nord. Entre-temps, les Kinks enregistrent un nouvel album, Arthur (Or the Decline and Fall of the British Empire), qui doit servir de bande originale à un téléfilm qui ne voit finalement pas le jour. Comme ses deux prédécesseurs, le concept-album Arthur est profondément ancré dans un contexte anglais et reprend des thèmes de l'enfance des frères Davies : il doit son nom à leur beau-frère, parti vivre en Australie au début des années 1960 avec leur sœur Rosie,. Il rencontre un succès commercial modeste, mais les critiques américains lui réservent un bon accueil, avec des comparaisons élogieuses au Tommy des Who sorti la même année,,. Les Kinks entament leur tournée nord-américaine en octobre, mais elle se passe plus mal que prévu : le groupe peine à trouver des promoteurs coopératifs et un public intéressé, si bien que de nombreuses dates sont annulées. Ils jouent tout de même dans plusieurs grandes salles, comme le Fillmore East ou le Whisky a Go Go.

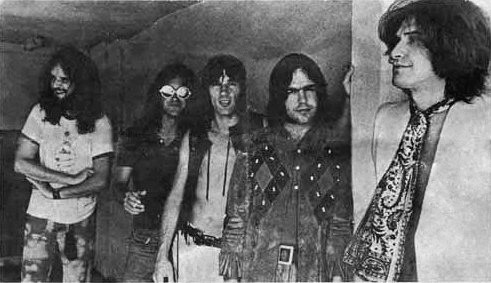
Les Kinks vers 1971 : John Gosling, Dave Davies, Mick Avory, John Dalton et Ray Davies.

Début 1970, les Kinks accueillent un cinquième membre en la personne du claviériste John Gosling. Il fait ses débuts sur Lola, une chanson relatant une rencontre confuse avec un travesti qui ramène les Kinks sur le devant de la scène en se classant dans le Top 10 des deux côtés de l'Atlantique,. L'album qui s'ensuit, Lola versus Powerman and the Moneygoround, Part One, paraît en novembre 1970. C'est un succès critique et commercial tel que les Kinks n'en ont plus connu depuis le milieu des années 1960,. Il est suivi l'année suivante par Percy, bande originale d'un film relatant les aventures d'un homme qui subit une transplantation de pénis. Composée en majeure partie d'instrumentaux, cette bande originale s'attire des critiques médiocres et permet surtout aux Kinks de boucler leur contrat avec Pye et Reprise,.
En 1971, les Kinks signent un contrat pour cinq albums avec RCA Records. Ils reçoivent une avance d'un million de dollars qui contribue au financement de leur propre studio d'enregistrement : Konk, dans le quartier londonien de Hornsey. Leur premier disque chez RCA, Muswell Hillbillies, est très influencé par la country, le bluegrass et le music-hall. Ses chansons évoquent la vie des classes populaires et l'enfance des frères Davies dans le quartier de Muswell Hill, auquel le titre de l'album fait référence. Malgré de bonnes critiques et des attentes élevées, les ventes sont médiocres : 48e dans le classement de Record World, 100e dans celui de Billboard,. Un double album, Everybody's in Show-Biz, suit en août 1972. Le premier disque comprend de nouvelles chansons, tandis que le second est enregistré lors de deux concerts donnés au Carnegie Hall au mois de mars. Parmi les nouvelles chansons, deux sont éditées en 45 tours : la ballade douce-amère Celluloid Heroes, hommage aux grands noms disparus d'Hollywood, et Supersonic Rocket Ship, pétrie d'influences antillaises, qui constitue leur dernière apparition dans le Top 20 britannique pour les dix années à venir. L'album rencontre un succès comparable à son prédécesseur aux États-Unis,. C'est une œuvre de transition avant la musique plus théâtrale que produisent les Kinks durant les quatre années qui suivent.

### Période théâtrale (1973–1976)

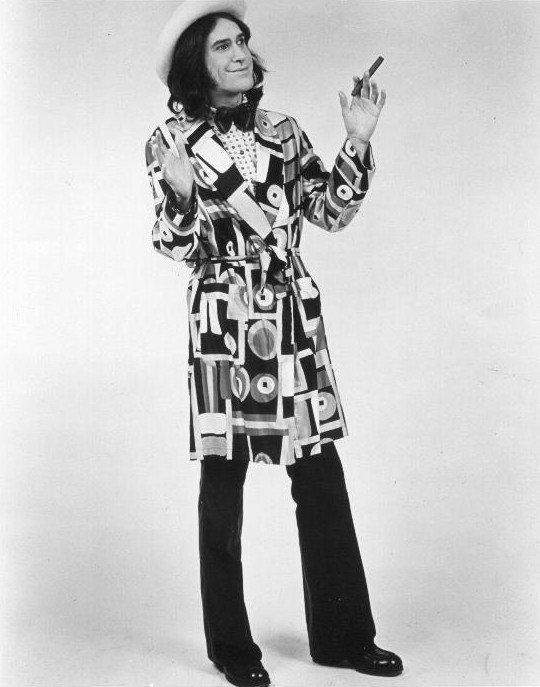
Ray Davies dans le rôle de Mr. Flash, l'antihéros de Preservation.

À partir de 1973, Ray Davies donne une orientation résolument théâtrale à sa musique, en commençant par l'opéra-rock Preservation, ambitieuse chronique d'une révolution sociale basée sur l'ethos de Village Green Preservation Society. Les Kinks, qui se produisent désormais avec une section de cuivres et des choristes féminines, ressemblent davantage à une compagnie théâtrale qu'à un groupe de rock,.
Les problèmes de couple de Ray Davies commencent à avoir des effets néfastes sur les Kinks. En juin 1973, sa femme le quitte en emmenant leurs enfants, plongeant Davies dans une profonde dépression qui éclate sur scène lors d'un concert au White City Stadium en juillet. Victime d'une overdose, il est transporté en urgence à l'hôpital. Son état est si grave que les managers des Kinks envisagent de laisser le groupe continuer sans lui avec Dave comme leader. Ray finit par se remettre, mais sa dépression n'est pas sans conséquences sur les albums suivants des Kinks, ainsi que sur la popularité du groupe. John Dalton affirme par la suite qu'il n'a plus jamais été le même.
L'opéra-rock Preservation est édité en deux volets : Preservation Act 1 sort fin 1973,, suivi du double album Preservation Act 2 en mai 1974. Cette vaste fresque reçoit un accueil glacial de la critique. Preservation Act 1 est le premier album enregistré au studio Konk, où sont par la suite enregistrés et produits la quasi-totalité des albums des Kinks. Fin 1974, les Kinks se lancent dans une ambitieuse tournée américaine en adaptant sur scène l'histoire de Preservation, de manière plus efficace que sur disque selon le musicologue Eric Weisbard.
Ray Davies se lance dans un nouveau projet pour la télévision : une comédie musicale appelée Starmaker, dans laquelle une vedette du rock échange sa vie avec celle d'un parfait inconnu,. Après sa diffusion, elle donne lieu à l'album The Kinks Present a Soap Opera en mai 1975. En août de la même année, les Kinks enregistrent leur dernier album « théâtral », Schoolboys in Disgrace, qui retrace l'enfance de Mr. Flash, le magnat capitaliste de Preservation. Ce disque rencontre un succès modéré et se classe 45e au Billboard,.
Le contrat des Kinks avec RCA expire avec la sortie de Schoolboys in Disgrace et ils signent chez Arista Records en 1976. Leur nouveau label les encourage à redevenir un simple groupe de rock, sans cuivres ni choristes. Au même moment, le groupe de hard rock Van Halen entre dans le Top 40 avec une reprise de You Really Got Me, ce qui contribue à ramener les Kinks sur le devant de la scène.

### Renouveau commercial (1977–1985)

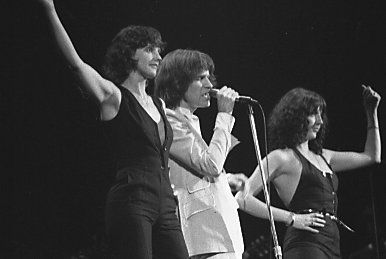
Ray Davies et ses choristes en concert aux Maple Leaf Gardens de Toronto (29 avril 1977).

John Dalton quitte les Kinks avant la fin des sessions du premier album pour Arista. Andy Pyle, ancien bassiste de Blodwyn Pig et Savoy Brown, le remplace pour terminer le disque et assurer la tournée. Sorti en 1977, Sleepwalker marque la fin des albums-concepts et se classe no 21 aux États-Unis,. La formation du groupe change à plusieurs reprises durant les mois qui suivent. Peu après l'enregistrement de Misfits (1978), le successeur de Sleepwalker, Andy Pyle et John Gosling partent travailler sur un projet en commun. La tournée de promotion se déroule ainsi avec le retour de John Dalton à la basse et le claviériste Gordon John Edwards, ancien membre des Pretty Things. Les deux hommes quittent le groupe à la fin de la tournée. Jim Rodford (ex-Argent) prend la basse pour l'enregistrement de l'album Low Budget, sur lequel Davies assure lui-même les claviers. Ian Gibbons (ex-Life) est engagé à ce poste pour la tournée qui suit et ne tarde pas à devenir membre à part entière des Kinks. Malgré cette instabilité, le groupe ne cesse de gagner en popularité, en partie grâce aux groupes new wave qui reprennent ses anciennes chansons : David Watts par The Jam, Stop Your Sobbing par The Pretenders ou The Hard Way par The Knack,.

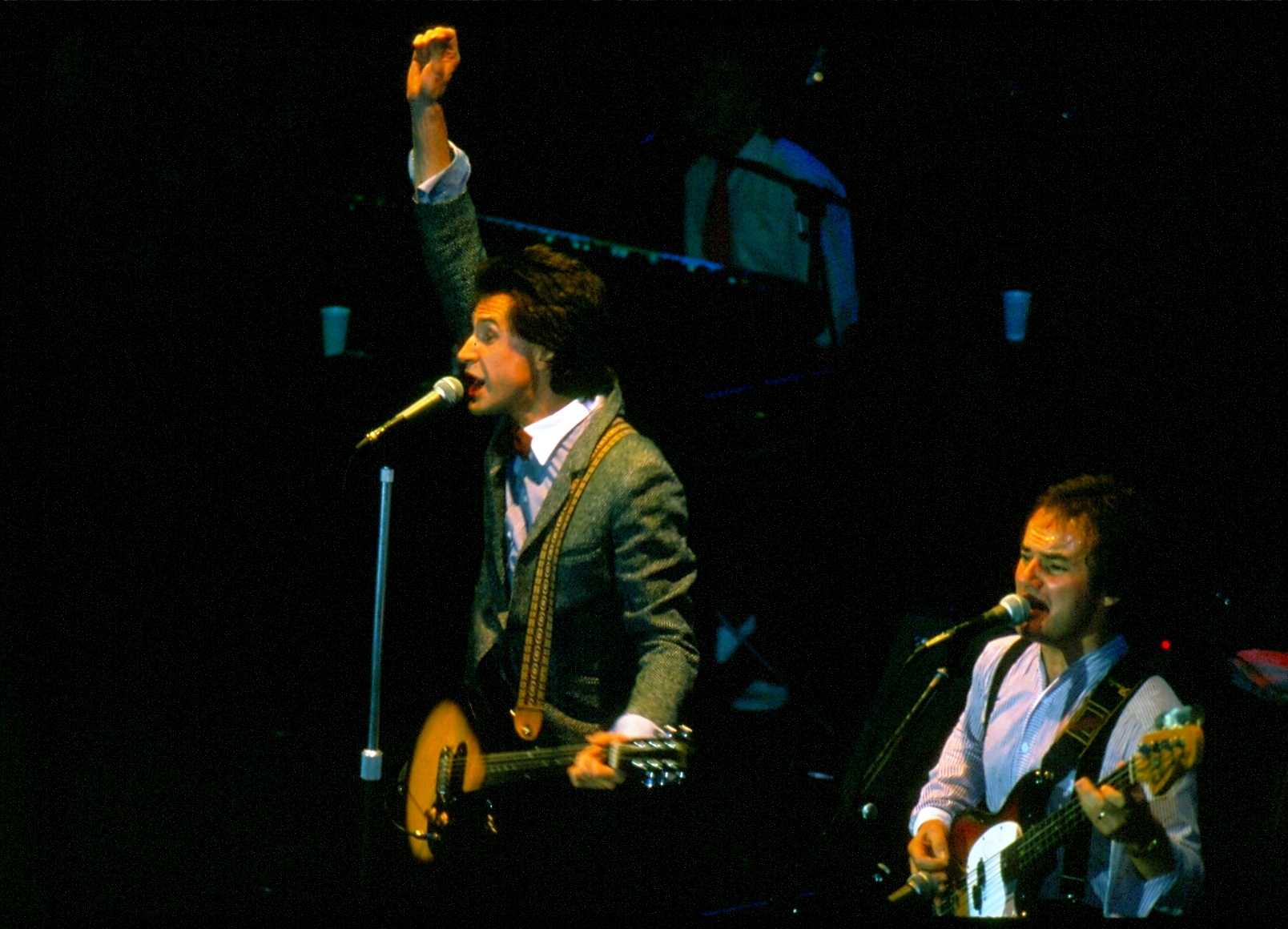
Les Kinks (Ray Davies et Jim Rodford) sur scène en 1979.

Sorti en 1979, Low Budget, aux sonorités très hard rock, devient le deuxième disque d'or du groupe aux États-Unis, où il se classe no 11 des ventes,,. Les années 1980 s'ouvrent avec le deuxième album live du groupe, One For The Road, qui sort simultanément en disque vinyle et en cassette VHS, une première sur le marché de l'audiovisuel,. Le disque se classe à la 14e place des ventes d'albums aux États-Unis et devient disque d'or. Dave Davies profite de ce regain de popularité pour lancer sa carrière solo avec les albums Dave Davies en 1980 et Glamour l'année suivante,.
L'album suivant des Kinks, Give the People What They Want, sort fin 1981 et se classe 15e aux États-Unis, devenant aussi disque d'or. Pour promouvoir l'album, les Kinks passent la fin de l'année 1981 et l'essentiel de 1982 à tourner sans relâche, donnant de nombreux concerts à guichet fermé en Australie, au Japon, en Angleterre et en Amérique avec en apogée l'US Festival de San Bernardino, où ils se produisent devant 205 000 spectateurs. Au printemps 1983, le single nostalgique Come Dancing se classe 6e aux États-Unis, la meilleure performance des Kinks dans ce pays depuis 1965 ; il marque également le retour du groupe dans le Top 20 britannique (12e) pour la première fois depuis 1972. L'album qui s'ensuit, State of Confusion, est un nouveau succès commercial, qui se classe 12e aux États-Unis mais pas au Royaume-Uni, comme tous les albums du groupe depuis 1967. Un autre single tiré de l'album, Don't Forget to Dance, entre dans le Top 30 aux États-Unis et dans le bas du classement britannique.
La deuxième vague de popularité des Kinks se maintient avec State of Confusion, mais tout comme celle de leurs contemporains Rolling Stones et Who, elle ne tarde pas à décliner. Dans la seconde moitié de l'année 1983, Ray Davies commence à travailler sur un ambitieux projet de film, Return to Waterloo, l'histoire d'un banlieusard londonien qui rêve qu'il est un tueur en série,. Tim Roth y interprète l'un de ses premiers grands rôles. Davies s'engage beaucoup dans ce projet : il écrit le scénario, réalise le film et interprète sa bande originale, ce qui cause des tensions avec son frère. La fin de sa relation avec Chrissie Hynde n'arrange pas les choses. Les relations entre Dave Davies et Mick Avory se détériorent à nouveau et le guitariste exige que le batteur soit remplacé par Bob Henrit, un autre ex-Argent. Il obtient gain de cause lorsque Avory quitte les Kinks de son propre chef. Il reste en bons termes avec Ray, qui l'invite à devenir manager des studios Konk. Avory accepte et continue à participer aux albums suivants des Kinks comme producteur et à l'occasion comme batteur.

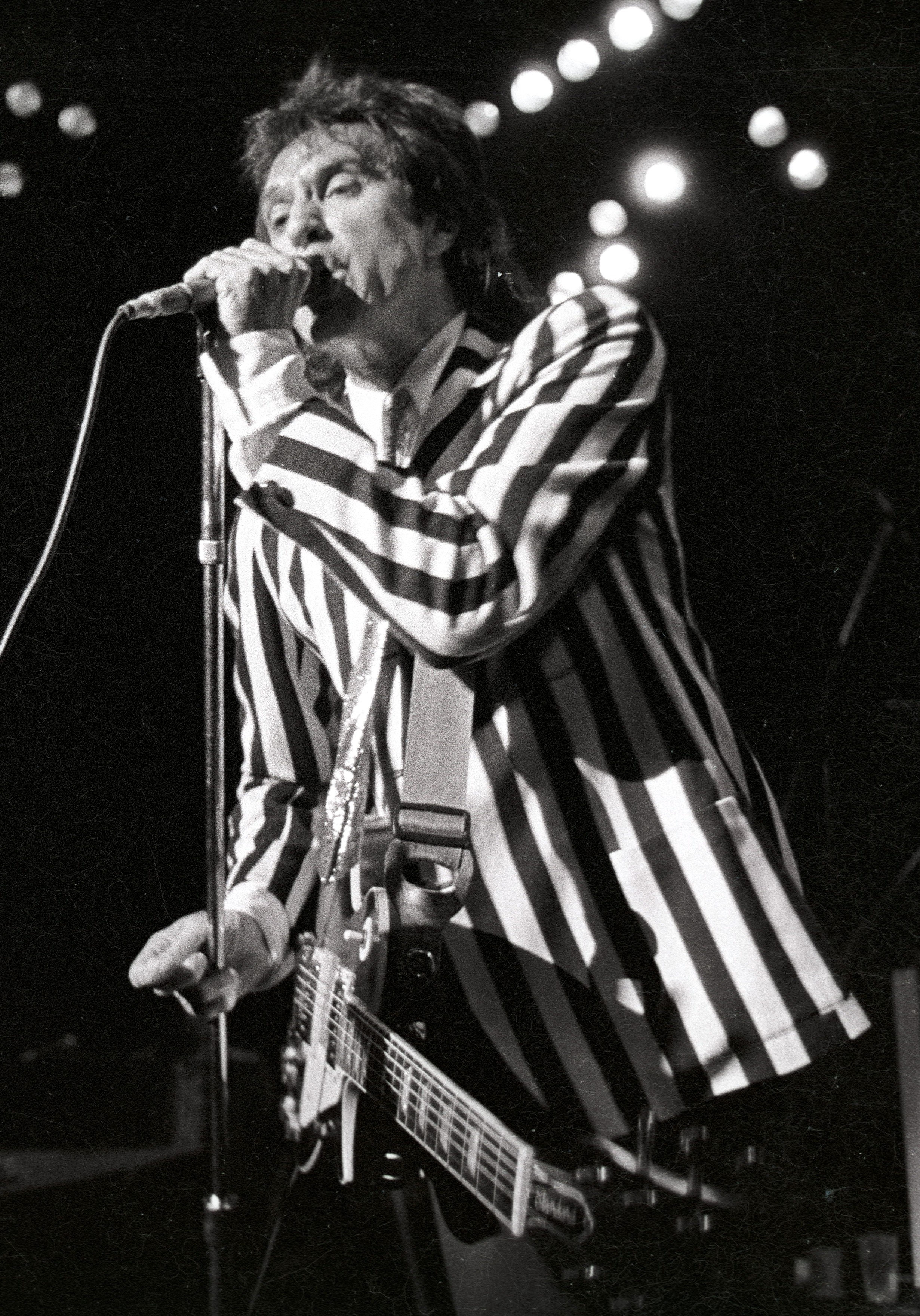
Ray Davies à Bruxelles en 1985.

Le dernier album du groupe chez Arista, Word of Mouth, sort en novembre 1984. Mick Avory n'apparaît que sur trois titres, les autres étant bouclés avec une boîte à rythmes,. Plusieurs chansons de Word of Mouth sont reprises de la bande originale de Return to Waterloo. Do It Again (en), éditée en single en avril 1985, marque la dernière apparition du groupe dans le Billboard Hot 100. À la même époque paraissent les premiers livres consacrés aux Kinks. The Kinks: The Official Biography de Jon Savage s'appuie sur de longues interviews des membres du groupe. Après avoir aidé Savage à obtenir un contrat pour le livre, Ray Davies tente à plusieurs reprises de repousser sa parution, sans succès. Peu après paraissent The Kinks Kronicles, du critique rock John Mendelsohn, déjà auteur du livret d'une compilation du même nom parue en 1972, et The Kinks — The Sound and the Fury de Johnny Rogan.

### Déclin et séparation (1986–1996)
Au début de 1986, les Kinks signent chez MCA Records aux États-Unis et London Records au Royaume-Uni,. Think Visual, sort plus tard la même année ; il rencontre un succès modéré, se classant 81e aux États-Unis,,. Working at the Factory est une nouvelle dénonciation de l'industrie musicale, tandis que la chanson-titre s'en prend à la culture MTV dont le groupe a pourtant profité au début de la décennie. Suit un nouvel album live en 1987, Live: The Road, aussi pauvrement accueilli par la critique que par le public. En 1989, UK Jive est un échec commercial. MCA met un terme au contrat des Kinks, qui peinent à trouver un label susceptible de les accepter pour la première fois depuis leurs débuts. Le claviériste Ian Gibbons quitte le groupe, remplacé par Mark Haley.
Les Kinks deviennent membres du Rock and Roll Hall of Fame en 1990, dès leur première année d'éligibilité. Mick Avory et Pete Quaife sont présents à la cérémonie,, mais cela ne relance en rien la carrière du groupe. La compilation Lost and Found (1986–1989) sort en 1991, principalement pour solder le contrat du groupe avec MCA. Les Kinks signent alors chez Columbia Records et sortent la même année l'EP Did Ya. Malgré la présence d'une nouvelle version de Days, il passe inaperçu,. Pour l'enregistrement de leur premier album chez Columbia, Phobia, les Kinks retrouvent une formation en quatuor, car Mark Haley les a quittés après un concert à guichet fermé au Royal Albert Hall. Gibbons rejoint le groupe après la sortie de l'album pour une tournée américaine. Comme ses prédécesseurs, Phobia est un échec commercial. L'année suivante, Columbia lâche le groupe et les Kinks font paraître l'album To the Bone sur leur propre label (Konk) au Royaume-Uni. Cet album live acoustique est en partie enregistré lors des tournées britanniques de 1993-1994 (qui rencontrent un franc succès) et en partie aux studios Konk, devant un petit groupe d'invités. Deux ans plus tard, une version améliorée de l'album sort aux États-Unis avec deux titres studio inédits, Animal et To the Bone. Malgré de bonnes critiques, l'album ne se classe ni au Royaume-Uni, ni aux États-Unis.

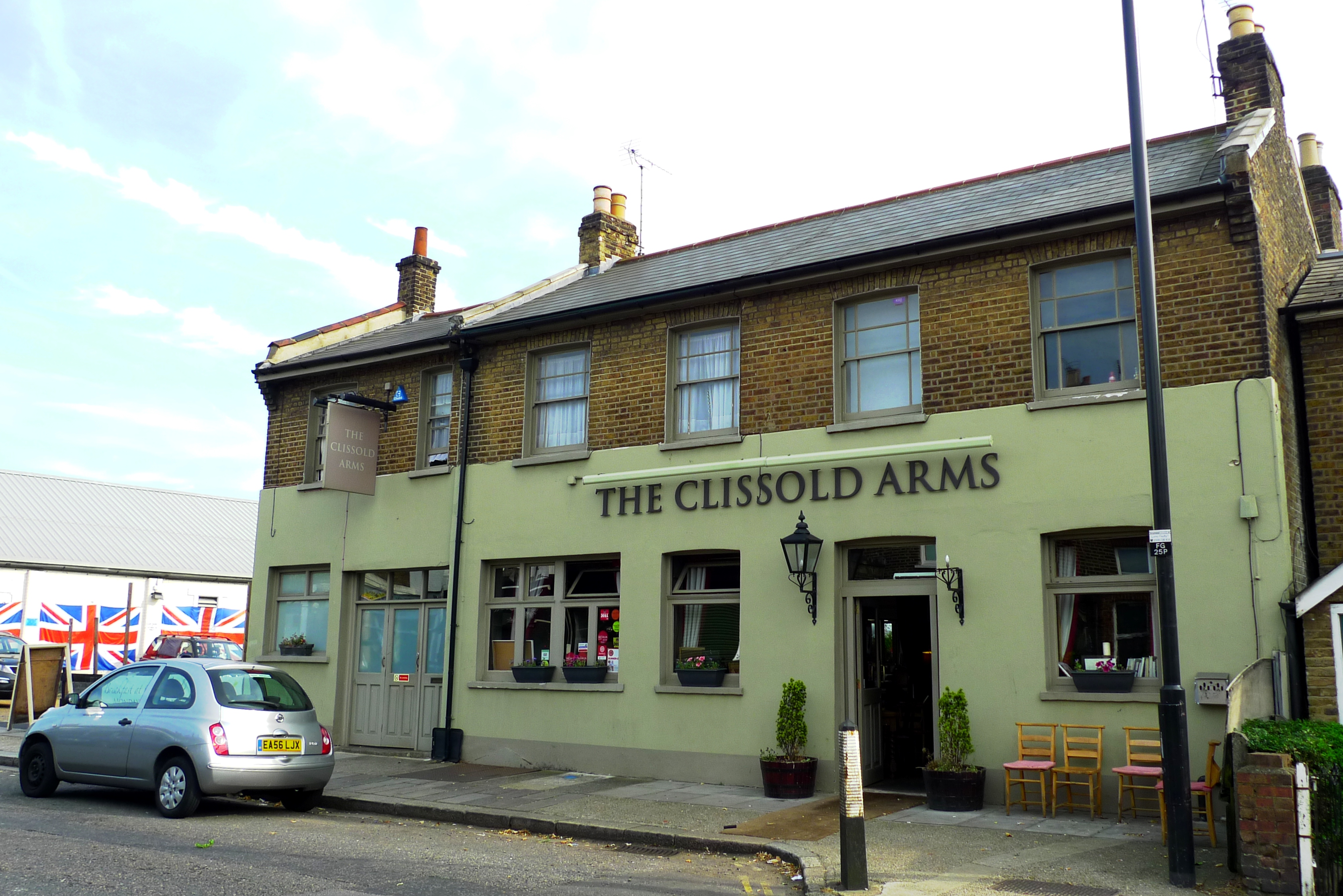
The Clissold Arms. Le Pub où les frères Davies débutèrent

Les Kinks bénéficient d'un nouveau regain de popularité au milieu des années 1990 grâce à l'explosion du courant Britpop,. Damon Albarn de Blur et Noel Gallagher d'Oasis les décrivent comme une influence majeure sur leur écriture et leur développement artistique. Pour Gallagher, les Kinks sont le cinquième meilleur groupe de tous les temps. Malgré cela, les perspectives commerciales du groupe ne s'arrangent pas. Les frères Davies se consacrent de plus en plus à des projets personnels, notamment en publiant leurs autobiographies : X-Ray, celle de Ray Davies, paraît début 1995, et celle de Dave, Kink, l'année d'après. Les Kinks jouent pour la dernière fois en public à la mi-1996, et le groupe se réunit pour la dernière fois à l'occasion du 50e anniversaire de Dave, en 1997. Selon Doug Hinman, « il était impossible de rater la symbolique de l'événement. La fête avait lieu là où s'étaient tenus les tout premiers concerts des deux frères, le pub de Clissold Arms, juste en face de leur maison d'enfance de Fortis Green, dans le nord de Londres ».

### Rumeurs de réunion (depuis 1996)

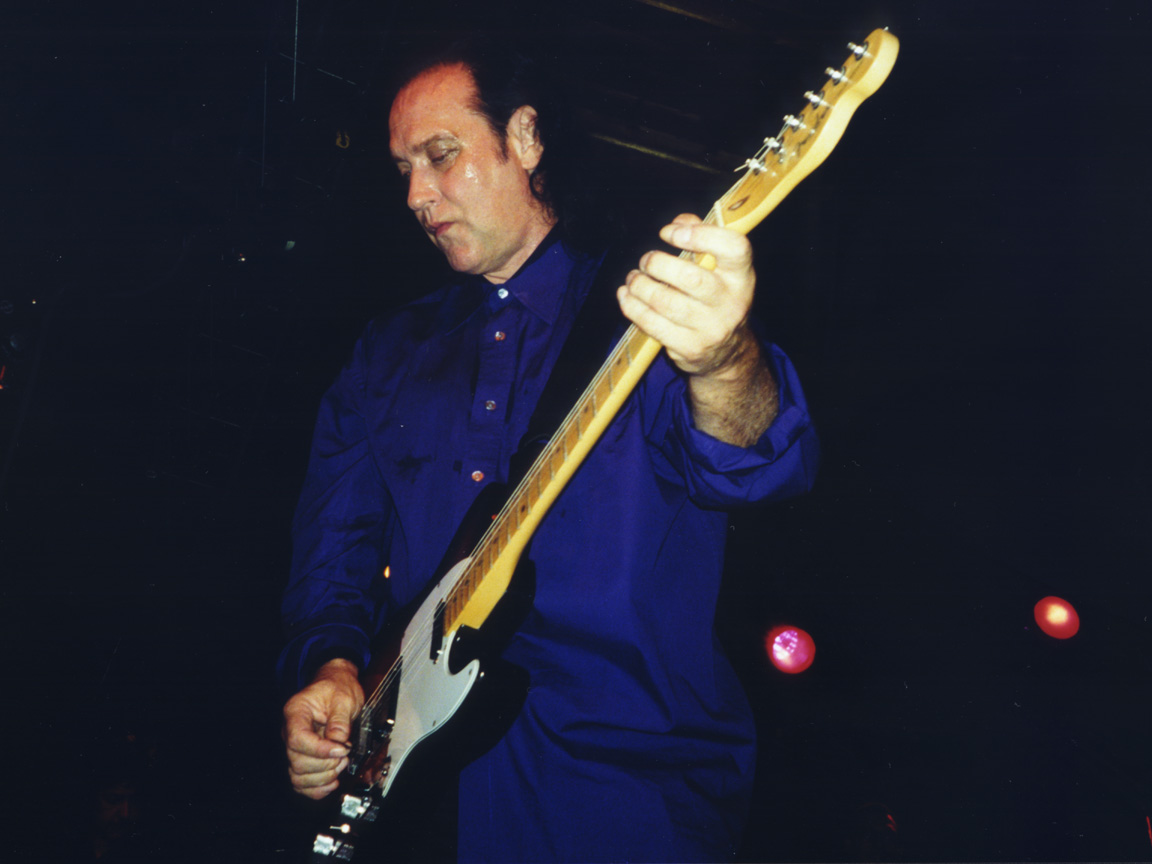
Dave Davies au Dakota Creek Roadhouse (2002).

Depuis 1996, les anciens membres des Kinks se sont concentrés sur leurs propres carrières. Des rumeurs de réunion circulent régulièrement, avec notamment une réunion avortée de la formation originale du groupe en studio en 1999, mais ni Ray, ni Dave Davies ne semblent particulièrement désireux de jouer à nouveau ensemble. De leur côté, John Gosling, John Dalton et Mick Avory forment dès 1994 le groupe The Kast Off Kinks avec le chanteur et guitariste Dave Clarke.
Une réunion semble se dessiner à l'approche du 40e anniversaire du groupe, mais Dave Davies est victime en juin 2004 d'un infarctus qui l'empêche temporairement de parler et de jouer de la guitare. En novembre 2005, les Kinks font leur entrée au UK Music Hall of Fame. Les quatre membres d'origine sont présents à la cérémonie et reçoivent leur trophée des mains de Pete Townshend. L'événement accroît les ventes du groupe ; en août 2007, la compilation The Ultimate Collection (The Kinks) se classe 32e du hit-parade britannique et atteint la première place de l'UK Indie Chart.

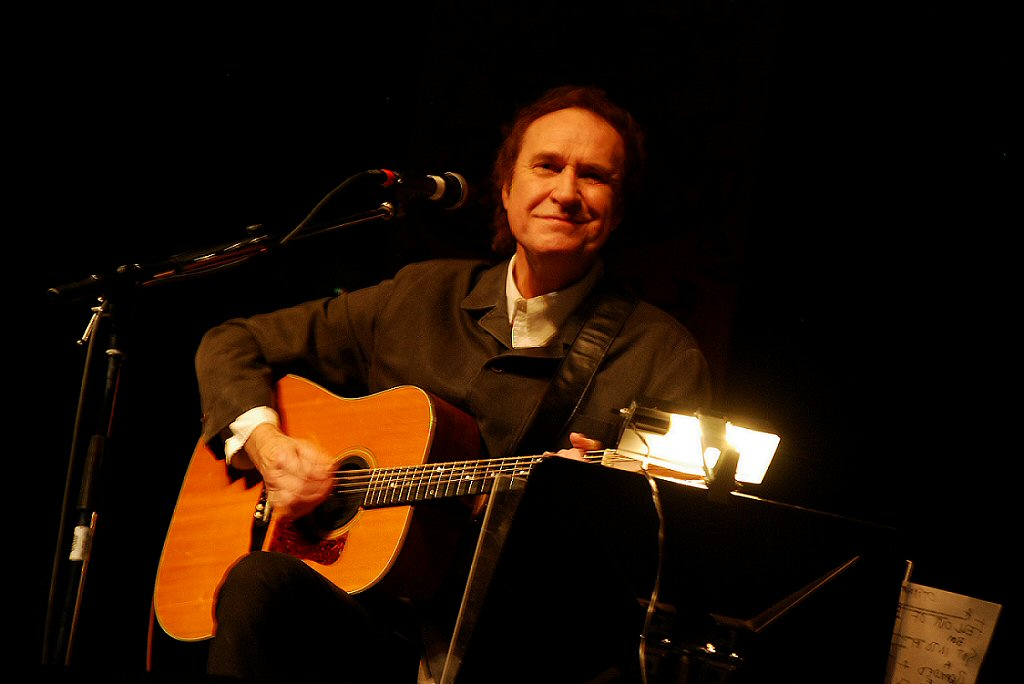
Ray Davies à Ottawa (2008).

Le 29 septembre 2008, lors d'une interview pour la BBC Radio 4, Ray Davies déclare que le groupe pourrait bientôt se réunir. Affirmant ne pas vouloir participer à une réunion qui ne serait qu'une affaire de nostalgie, il explique : « Il y a l'envie de le faire. Ce qui me ferait répondre "oui" ou "non" serait de savoir si oui ou non, nous pourrions faire de nouvelles chansons ». Il précise également que le principal obstacle est la santé de son frère après son infarctus. En novembre 2008, Ray déclare à la BBC que le groupe a commencé à écrire de nouvelles chansons pour une possible réunion, sans préciser quels membres sont concernés. Cependant, son enthousiasme n'est pas unanimement partagé. Dans une interview, Dave Davies déclare qu'une reformation serait « comme un mauvais remake de La Nuit des morts-vivants », ajoutant que « Ray fait des spectacles Karaoké Kinks depuis 1996 ». En juin 2009, Ray Davies déclare à The Independent que le groupe a répété et même écrit de nouvelles chansons, mais qu'une réunion officielle est peu probable. « Je continuerai à jouer avec d'anciens membres comme Mick Avory de temps en temps. Avec Dave, c'est surtout psychologique. Je l'y conduirai, je le forcerai et je l'encouragerai, et quand le moment sera venu j'imagine que je recommencerai même à lui crier dessus. » En décembre 2009, Ray Davies est revenu sur une possible réunion avec son frère. « Je lui ai suggéré de faire quelques petites scènes pour voir comment il peut jouer. Si l'on doit rejouer ensemble, on ne peut pas reprendre la route sur-le-champ avec une annonce grandiose [...] Mais, si Dave le sent bien et si l'on peut écrire de nouvelles bonnes chansons, alors ça aura lieu ».
En février 2011, Ray Davies annonce comme imminente la reformation des Kinks même sans Dave Davies. Depuis, il enregistrera un disque solo, et deux albums en collaboration avec diverses personnalités auxquelles il s'est lié, en repuisant parmi les chansons préférées de son répertoire. En juin 2018, Ray Davies annonce lors d'une interview accordée à Channel 4 que le groupe se reforme et travaille en studio à l'enregistrement d'un nouvel album. 
En juillet 2019, il confirme l'information dans une interview donnée au magazine Rolling Stone, sans toutefois préciser de date de sortie. Cependant, dans une interview de décembre 2020 avec le New York Times, Ray Davies nie qu'un tel travail est en train d'être fait, disant « J'aimerai travailler avec Dave à nouveau - s'il travaille avec moi. » Interrogé sur une réunion dans une interview publiée en janvier 2021, Dave Davies a déclaré : « Nous en avons parlé. Je veux dire qu'il y a beaucoup de morceaux et, vous savez, cela pourrait encore arriver. »
En mars 2023, Avory met fin aux rumeurs de réunion, citant les divergences entre les frères Davies : « Je ne pense pas que ce soit possible maintenant - d'une part, pour des raisons de santé. Et je ne pense pas qu'on puisse y arriver parce que Dave voulait faire les choses d'une façon, et Ray d'une autre - ce qui était tout à fait normal pour eux. [Ray a pensé à une « tournée de l'évolution », avec différents membres du groupe, les chansons sur lesquelles ils ont enregistré et celles qui les ont influencés. Je pensais que ce serait plus intéressant. Mais je pense que Dave voulait juste « un groupe » - pas particulièrement avec moi dedans. Il voulait juste reformer quelque chose comme ce qu'ils avaient quand je suis parti - juste un groupe avec Ray et lui dedans, vraiment. »

## Style musical
À l'origine, les Kinks restent dans les limites du RnB et du blues, mais ils ne tardent pas à s'essayer à des sonorités plus rock, plus dures ; leur rôle pionnier dans ce domaine leur a souvent valu le surnom de « premiers punks, ». Lassé du son de guitare « propre » de l'époque, Dave Davies cherche un son plus fort et plus dur, et pour ce faire, il déchire le haut-parleur de son amplificateur avec une lame de rasoir. Le « petit ampli vert » Elpico, branché sur un plus gros Vox AC30, donne un son caractéristique aux premiers titres des Kinks, notamment You Really Got Me et All Day and All of the Night.
Le groupe ne tarde cependant pas à abandonner le côté RnB / hard rock. À partir de 1966, les Kinks deviennent réputés pour leur adoption des traditions musicales et culturelles anglaises, à une époque où de nombreux groupes britanniques s'intéressent davantage au blues, au RnB ou à la pop des États-Unis. Ray Davies se souvient du moment précis, en 1965, où il a décidé de rompre avec la scène américaine pour écrire des titres plus introspectifs et intelligents : « J'ai décidé que j'allais mieux utiliser les mots, et dire des choses. J'ai écrit A Well Respected Man. C'est la première chanson vraiment orientée sur les paroles que j'aie écrite. [J'ai aussi] abandonné toute tentative d'américaniser mon accent. » La stylisation anglaise des Kinks est accrue par l'interdiction lancée par la Fédération américaine des musiciens, qui les coupe du marché américain, le plus important au monde, et les force à se concentrer sur le Royaume-Uni et l'Europe continentale. Le son anglais des Kinks continue à se développer au fil des années 1960, mêlant music hall et folk.
À partir de l'album Everybody's in Show-Biz (1972), Ray Davies explore des concepts théâtraux sur les albums du groupe, élément manifeste sur Preservation Act 1 (1973) et jusqu'à Schoolboys in Disgrace (1976). Les Kinks ne rencontrent guère de succès avec ces œuvres conceptuelles, et reviennent à un format rock plus traditionnel à partir de la fin des années 1970. Sleepwalker (1977), qui annonce leur retour commercial, présente une production conventionnelle et léchée qui deviendra leur norme. Le groupe revient à un rock carré à partir de Low Budget (1979) et continuera dans ce genre jusqu'à la fin.
L'incorporation dans le groupe de Jim Redford et Bob Henrit, tous deux ex-Argent introduiront dans celui-ci les sonorités vocales très particulières d'Argent, en particulier dans les interprétations publiques de (Wish I could fly like) Superman.

## Certifications et récompenses
Aux États-Unis, les Kinks ont placé cinq singles dans le Top 10 du classement des ventes établi par le magazine Billboard, et neuf albums dans le Top 40. Dans leur pays d'origine, dix-sept de leurs singles sont entrés dans le Top 20 et cinq de leurs albums dans le Top 10. La RIAA certifie disque d'or quatre de leurs albums : la compilation Greatest Hits! (en), sortie en 1965, est certifiée disque d'or (un million de ventes) le 28 novembre 1968 (six jours après la sortie de Village Green, qui n'entre dans aucun hit-parade). Le groupe doit attendre 1979 pour recevoir un nouveau disque d'or avec Low Budget (500 000 exemplaires vendus) ; les deux albums suivants, le double-live One for the Road et le disque enregistré en studio Give the People What They Want, reçoivent chacun la même récompense.
Entre autres manifestations honorifiques, les Kinks reçoivent l'Ivor Novello Award pour « Services exceptionnels rendus à la musique britannique ». Le groupe dans sa formation originale entre au Rock and Roll Hall of Fame en 1990, puis au UK Music Hall of Fame en 2005.

## Documentation et inédits
À la différence d'artistes contemporains, comme les Beatles, dont les enregistrements ont été préservés avec soin, il ne subsiste presque rien des passages des Kinks en studio dans les années 1960. Ray Davies a tenu un journal, mais n'a pas encore permis son étude. Pye Records n'a conservé qu'une petite partie des bandes des Kinks ; la plupart fut détruite, effacée ou réutilisée avant les années 1980. À partir de l'époque RCA, documentation et bandes sont mieux conservées, principalement en raison de la liberté accordée au groupe dans son studio (Konk), mais comme le note Doug Hinman, « jusqu'à ce que les archives des studios Konk soient ouvertes, si elles le sont jamais, ce pan de l'héritage des Kinks sera loin d'être définitif ».

## Discographie
Entre 1964 et 1996, les Kinks publient vingt-huit albums dans leur pays d'origine, dont quatre enregistrés en concert. Durant les premières années, leur discographie est différente au Royaume-Uni (Pye), aux États-Unis (Reprise) et en France (Vogue), en raison de différences dans le calcul des royalties et de la pratique américaine consistant à modifier le contenu des albums pour y inclure les tubes qui ne paraissent qu'en 45 tours au Royaume-Uni. Une centaine de compilations du groupe ont été publiées à travers le monde.
Les vingt-quatre albums studio originaux des Kinks sont les suivantes :
- 1964 : Kinks
- 1965 : Kinda Kinks
- 1965 : The Kink Kontroversy
- 1966 : Face to Face
- 1967 : Something Else by the Kinks
- 1968 : The Kinks Are the Village Green Preservation Society
- 1969 : Arthur (Or the Decline and Fall of the British Empire)
- 1970 : Lola versus Powerman and the Moneygoround, Part One
- 1971 : Percy
- 1971 : Muswell Hillbillies
- 1972 : Everybody's in Show-Biz
- 1973 : Preservation Act 1
- 1974 : Preservation Act 2
- 1975 : A Soap Opera
- 1975 : Schoolboys in Disgrace
- 1977 : Sleepwalker
- 1978 : Misfits
- 1979 : Low Budget
- 1981 : Give the People What They Want
- 1983 : State of Confusion
- 1984 : Word of Mouth
- 1986 : Think Visual
- 1989 : UK Jive
- 1993 : Phobia

## Membres
- Ray Davies : chant, guitare, claviers (1964-1996)
- Dave Davies : guitare, chant (1964-1996)
- Pete Quaife : basse, chœurs (1964-1969)
- Mick Avory : batterie, percussions (1964-1984)
- John Dalton : basse, chœurs (1966, 1969-1976)
- John Gosling : claviers (1970-1978)
- Andy Pyle : basse, chœurs (1976-1978)
- Jim Rodford : basse, chœurs (1978-1996)
- Gordon Edwards : claviers, chœurs (1978-1979)
- Ian Gibbons : claviers, chœurs (1979-1989, 1993-1996)
- Bob Henrit : batterie, percussions (1984-1996)
- Mark Haley : claviers, chœurs (1989-1993)

## Postérité

### Adaptations
Plusieurs chansons des Kinks ont été adaptées notamment en français, surtout dans les années 1960 :
- You Really Got Me : La seule qui me tient par Dick Rivers (1964)
- Something Better Beginning : Pour nous tout va commencer par Dick Rivers (1965)
- All Day and All of the Night : Le jour, la nuit, le jour par Les Lionceaux (1965)
- A Well Respected Man : Un jeune homme bien par Petula Clark (1965)
- Dandy par Michèle Torr (1966)
- Dedicated Follower of Fashion : Mais que fait-il ? par Gilbert Safrani (1966)
- Apeman : Superman par Serge Lama (1971)
- Where Have All the Good Times Gone : Où est donc le bon vieux temps ? par Mike Lécuyer (1978)
- I Go to Sleep : Et c'est comme si par Julie Pietri (1982)

### Reprises
Des artistes internationaux ont aussi repris de nombreux titres du groupe :
- You Really Got Me par Van Halen, Sly and the Family Stone et Robert Palmer entre autres
- You Really Got Me par The Cure lors de concerts en 1985
- Mr. Pleasant (1967) par The Mission, sur l'album Grains of Sand (1990).
- Waterloo Sunset par David Bowie et Def Leppard
- Where Have All the Good Times Gone? par David Bowie dans l'album Pin Ups et par Van Halen
- Stop Your Sobbing par The Pretenders ainsi que I Go to Sleep
- David Watts par The Jam.
- All Day and All of the Night par The Stranglers ainsi que par Scorpions

### Dans la culture

#### Cinéma
Trois chansons de l'album Lola versus Powerman and the Moneygoround, Part One sont utilisées sur la bande originale du film À bord du Darjeeling Limited de Wes Anderson en 2007. C'est This Time Tomorrow, Powerman et Strangers. This Time Tomorrow est également utilisée sur la bande originale du film Les Amants réguliers de Philippe Garrel en 2005.
Shangri La est utilisée comme bande sonore de la fin d'un épisode de la saison 3 de The Last Man on Earth. La chanson Supersonic Rocket Ship est utilisée dans Avengers: Endgame. I'm not like everybody else est utilisée dans le film God Bless America. Village green est utilisée dans le film Hot Fuzz.
(source : générique[source insuffisante])

#### Publicité
- I'm Not Like Everybody Else par IBM dans le cadre de sa campagne institutionnelle What Makes You Special.
- People Take Pictures of Each Other par Sony-Ericsson pour le lancement du Cybershot C902 en 2008.
- Picture Book, par HP, pour ses appareils photo numérique.
- Set Me Free par H&M pour la Spring Collection en 2017.
- You Really Got Me (reprise) par Mr.Bricolage en 2017.
- Where Have All The Good Times Gone par Ikea.

## Publications
- (en) Ray Davies, X-Ray : The Unauthorized Autobiography, New York, The Overlook Press, 1995, 419 p. (ISBN 0-87951-611-9).
- (en) Dave Davies, Kink : An Autobiography, New York, Hyperion, 1996, 288 p. (ISBN 0-7868-8269-7).
- Ray Davies (trad. de l'anglais), Americana : les Kinks, la route, le riff parfait, Bordeaux, Le Castor astral, 2016, 348 p. (ISBN 979-10-278-0013-1).